# ثينا
ثينا (ولدت أزورا ) هي شخصية خيالية تظهر في الكتب المصورة الأمريكية التي نشرتها مارفيل كوميكس . هي عضو في إترنلس ، عرق من البشر الخارقين في عالم مارفل . ظهرت لأول مرة في سلسلة الكتب المصورة 1976–78 The Eternals . كانت أيضًا عضوًا في Heroes for Hire أبطال للتأجير.

## تاريخ النشر
ظهرت ثينا لأول مرة في The Eternals # 5 (نوفمبر 1976). 

### فيلم
- ستقدم ثينا أول ظهور حي لها في الفيلم القادم Eternals ، الذي تصوره أنجلينا جولي . [2]

## روابط خارجية
- Thena at the Marvel Universe
- ثينا في مشروع قاعدة بيانات مارفل
- Thena في لوفت Sersi ل
- تعرف على الأبدية I: The Eternals ، Newsarama ، 21 أبريل 2006